# Oshi no Ko
Oshi no Ko (яп. 【推しの子】, стилізовано як 【Oshi No Ko】) — це серія манґи, написана Ака Акасакою та проілюстрована Менґо Йокоярі. З квітня 2020 року по листопад 2024 року манґа публікувалася у щотижневику Shueisha's Weekly Young Jump, глави зібрані в 16 томах-танкобонах. Манга була ліцензована для випуску в Північній Америці видавництвом Yen Press та одночасно публікується видавництвом Shueisha на платформі Manga Plus.
У квітні 2023 року відбулася прем'єра першого сезону телевізійної адаптації аніме-серіалу, створеного студією Doga Kobo, трансляція якого тривала з квітня по червень 2023 року. Прем'єра другого сезону відбулася у липні 2024 року, та транслювалася з липня по жовтень 2024 року. Одразу після останньої серії другого сезону було анонсовано третій сезон.  

## Сюжет
Акушер-гінеколог Ґоро Амамія отримує завдання допомогти прийняти пологи у Ай Хошіно, айдола, якою він захоплюється, без відома широкої громадськості. Однак у ніч пологів Ґоро гине від руки таємничого чоловіка і згодом реінкарнує в Аквамарина «Акву» Хошіно, сина Ай, зберігаючи спогади про своє попереднє життя. Його сестра-близнюк, Рубі Хошіно, також є реінкарнацією одної з пацієнток Ґоро, яка і зацікавила його в Ай.
Чотири роки по тому Ай вбиває одержимий фанат, який згодом накладає на себе руки. Однак Аква здогадується, що фанат, ймовірно, був спільником його з Рубі батька, і тому він вирішує почати свій шлях у світ шоубізнесу, щоб знайти та вбити свого батька.
Через дванадцять років Аква та Рубі стали старшокласниками і були усиновлені Ічіго та Міяко Сайто, власниками агентства талантів Ай, Strawberry Productions. Рубі сама мріє стати айдолом і тому влаштовується на роботу у агентство своєї сім'ї. Вона, разом з актрисою Каною Аріма та ютубером Мем-Чьо формує айдол-гурт названий «Бі-Комачі» («B-Komachi») на честь колишньої групи Ай, тоді як Аква повертається до акторської діяльності. І Аква, і Рубі починають будувати свою кар’єру в індустрії розваг, причому Аква використовує свою новозаведену дружбу з актрисою Акане Курокавою як спосіб знайти свого батька.

## Персонажі
Аквамарин Хошіно (яп. 星野 愛久愛海, Hoshino Aquamarine) / Аква (яп. アクア, Akua)
Ґоро Амамія (яп. 雨宮吾郎, Amamiya Gorō), акушер-гінеколог, якому було близько тридцяти років, був великим шанувальником Ай Хошіно, а також був відповідальним за прийняття пологів у Ай. Він загинув після того, як переслідувач Ай вбив його, і Ґоро згодом перевтілився в сина самої Ай. Після того, як його матір вбила людина, яку він підозрював у тому, що вона є його з Рубі біологічним батьком, він присягається з'ясувати правду про вбивство. Він припускає, що його батько працює в індустрії розваг, і підозрює, що він може нести відповідальність за надання інформації про місцеперебування Ай переслідувачу, що спонукає його до акторської кар’єри, щоб знайти свого батька та вбити його, аби помститися за свою матір.
Рубі Хошіно (яп. 星野 瑠美衣, Hoshino Ruby)
Спочатку невиліковно хвора пацієнтка на ім'я Саріна Тендоджі (яп. 天童寺 さりな, Tendōji Sarina), вона перевтілюється разом з Ґоро, під опікою якого вона була, в його нову близнючку, доньку Ай Хошіно, Рубі. До своєї реінкарнації Саріна була одержима айдолами та мріяла стати одним з них. У віці 14 років Рубі пройшла прослуховування, щоб стати айдолом, але їй відмовили через фальшивий телефонний дзвінок Акви, який не хотів, щоб вона пішла по стопам Ай. Натомість, Міяко пропонує Рубі можливість створити власну групу айдолів під керівництвом Strawberry Productions. Група айдолів, названа Бі-Комачі на честь старої групи Ай, складається з неї, Кани Аріми та Мем-чьо. 
Ай Хошіно (яп. 星野 アイ, Hoshino Ai)
Ай жила в сільській місцевості без батька, який пропав безвісти при народженні, та матері, яку заарештували. Вона виросла в сиротинці, а у віці 12 років її розшукав президент Strawberry Productions Ічіґо Сайто, запропонувавши їй стати айдолом. Ай не вірила, що може стати айдолом, бо не знала кохання. Ічіґо пояснює, що вона може брехати й прикидатися, що любить шанувальників. Зрештою вона стає обличчям айдол-групи «Бі-Комачі» (B-Komachi). У 16 років Ай завагітніла двійнею. Вона вирішила залишити їх і приховала цей факт від світу, щоб завести сім'ю, а також поставила на паузу свою айдол-діяльність. Після народження двійні, Аквамарину та Рубі, вона повернулася до своєї айдол-діяльності. У віці 20 років переслідувач дізнався про існування її дітей і вбиває її за «зраду своїх шанувальників». В останні хвилини свого життя вона усвідомлює, що справді любила своїх дітей і хотіла бути більшою частиною життя Акви та Рубі, нарешті відчувши, як це – по-справжньому кохати. Її смерть стала поштовхом для Акви продовжити акторську кар'єру, щоб помститися вбивці за свою матір. Її ім’я японською мовою можна перекладати як «зоряне око», посилаючись на шестипроменеві зірки, які видно як у її очах, так і в очах її дітей.
Кана Аріма (яп. 有馬 かな, Arima Kana)
Кана в дитинстві вважалася вундеркіндом, відомим як «геніальна дитина-актор, яка може розплакатися за десять секунд», хоча Рубі називає її «дитиною, яка лиже соду». Кана вперше зустріла Акву, коли для фільму, у якому вона знімалася, потрібен був додатковий актор, і Аква, на прохання режисера Ґотанди, погодився зіграти роль її партнера.
Акане Курокава (яп. 黒川 あかね, Kurokawa Akane)
Акане — актриса, яка бере участь у підлітковому реаліті-шоу знайомств «Початок серйозного кохання», де вона знайомиться з Аквою. Через її лагідний характер вона не розкривається в шоу, хоча для реклами театральної трупи Лалалай, до якої вона належить, їй потрібно було виконати більш помітнішу роль.
МЕМ-Чьо (яп. MEMちょ, Memu-cho)
Мем-чьо (справжнє ім'я невідоме) — популярний ютубер, колишній тіктокер. Утративши свій шанс стати айдолом через сімейні обставини, вона, одначе, зуміла стати популярною стримеркою, а її слава дозволила їй забезпечити собі місце в реаліті-шоу «Початок серйозного кохання» (LoveNow).
Ічіґо Сайто (яп. 斎藤 壱護, Saitō Ichigo)
Ічіґо — президент Strawberry Productions. Він чоловік Міяко Сайто. Ічіґо був відповідальним за вербування Ай Хошіно до Бі-Комачі. Після смерті Ай він впав у депресію і зник з роботи, змусивши дружину взяти на себе його обов’язки.
Міяко Сайто (яп. 斎藤 ミヤコ, Saitō Miyako)
Міяко — дружина Ічіґо Сайто, головна опікунка Аква та Рубі після смерті Ай. Вона керує Strawberry Productions і тримає бізнес на плаву після розпаду оригінальної Бі-Комачі.
Таіші Ґотанда (яп. 五反田 泰志, Gotanda Taishi)
Таіші — режисер, який переконав Акву стати актором, коли побачив його потенціал. Він один із небагатьох людей, хто знає справжню особистість Акви.

## Медіа

### Манґа
Oshi no Ko, манга написана Акою Акасака та проілюстрована Менго Йокоярі, публікувалася в журналі манги Shueisha Weekly Young Jump з 23 квітня 2020 року по 14 листопада 2024 року. Shueisha зібрали розділи в окремі томи. Перший том вийшов 17 липня 2020 року. Манга налічує 16 томів.
У квітні 2022 року Shueisha почала публікувати мангу англійською мовою на вебсайті та в мобільному додатку Manga Plus. У липні 2022 року на виставці Anime Expo видавництво Yen Press оголосило, що вони отримали ліцензію на випуск манги англійською мовою.
Ліцензію на публікацію в Тайвані видало Chingwin Publishing Group, у Південній Кореї — Daewon C.I.; в Індонезії — M&C!; у Таїланді — Luckpim, у Франції — Kurokawa; в Німеччині — Altraverse; в Італії — Edizioni BD; в Аргентині та Іспанії — Editorial Ivrea; і в Польщі від Studio JG.

### Список томів
| №  | Дата виходу       | ISBN                   |
| -- | ----------------- | ---------------------- |
| 1  | 17 липня 2020     | ISBN 978-4-08-891650-7 |
| 2  | 16 жовтня 2020    | ISBN 978-4-08-891717-7 |
| 3  | 19 лютого 2021    | ISBN 978-4-08-891801-3 |
| 4  | 19 травня 2021    | ISBN 978-4-08-891872-3 |
| 5  | 18 серпня 2021    | ISBN 978-4-08-892056-6 |
| 6  | 19 листопада 2021 | ISBN 978-4-08-892135-8 |
| 7  | 18 лютого 2022    | ISBN 978-4-08-892224-9 |
| 8  | 17 червня 2022    | ISBN 978-4-08-892363-5 |
| 9  | 19 жовтня 2022    | ISBN 978-4-08-892429-8 |
| 10 | 19 січня 2023     | ISBN 978-4-08-892535-6 |
| 11 | 17 березня 2023   | ISBN 978-4-08-892630-8 |
| 12 | 19 липня 2023     | ISBN 978-4-08-892780-0 |
| 13 | 17 листопада 2023 | ISBN 978-4-08-893002-2 |
| 14 | 18 квітня 2024    | ISBN 978-4-08-893172-2 |
| 15 | 18 липня 2024     | ISBN 978-4-08-893303-0 |
| 16 | 18 грудня 2024    | ISBN 978-4-08-893474-7 |

## Аніме
Про виробництво аніме-адаптації було оголошено в червні 2022 року. Прем'єра відбулася 12 квітня 2023 року на телеканалі Tokyo MX та в інших мережах.Розширена 90-хвилинна версія першого епізоду була показана в окремих кінотеатрах Японії 17 березня того ж року. Початковою піснею було обрано — «Idol» (яп. アイドル, Aidoru) у виконанні Yoasobi, а заключною піснею стала «Mephisto» (яп. メフィスト, Mefisuto) у виконанні Queen Bee.
Прем'єра другого сезону відбулася 3 липня 2024 року. Початковою піснею було обрано «Fatal» (яп. ファタール, Fatāru), у виконанні дуету GEMN (складається з Тацуї Кітані та Кенто Накаджіми), а заключною піснею стала "Burning" у виконанні Hitsujibungaku.
На виставці Anime NYC 2022 компанія Sentai Filmworks оголосила, що вони ліцензували серіал і транслюватимуть його на Hidive. Medialink ліцензувала серіал в Азіатсько-Тихоокеанському регіоні та транслює його на YouTube-каналі Ani-One Asia, Netflix, bilibili та iQIYI.

## Кіно-адаптація
24 січня 2024 року Amazon та студія Toei оголосили про сумісне виробництво фільму та телесеріалу адаптації по манзі. Фільм буде показаний у кінотеатрах, а телесеріал буде доступний у Amazon Prime Video зимою 2024 року. Роль Ай Хошіно буде грати Асука Сайто, роль Рубі Хошіно буде грати Наґіса Сайто.

## Сприйняття
Станом на квітень 2021 року тираж манґи становив понад 1 мільйон примірників, а станом на жовтень 2022 року — понад 3 мільйони примірників.
Oshi no Ko посіла 11 місце у списку найкращих манґ 2021 року для читачів-чоловіків за версією Takarajimasha's Kono Manga ga Sugoi!; вона також посіла сьоме місце у списку 2022 року. Серія посіла четверте місце у списку «Рекомендованих коміксів 2021 року працівниками загальнонаціональних книжкових магазинів», складеному сайтом Honya Club. Серія посіла 13-те місце у списку «Книжка року» за версією журналу Da Vinci 2021 року; посіла 25-те місце у списку 2022 року. «Oshi no Ko» була номінована на 14-й Manga Taishō у 2021 році та посіла п'яте місце з 59 балами; вона була номінована на 15-те видання у 2022 році та посіла восьме місце з 49 балами. У серпні 2021 року Oshi no Ko виграла Next Manga Award у категорії «друкована манґа». Манґа була номінована на 67-му Shogakukan Manga Award у загальній категорії у 2021 році; та на 26-ту Культурну премію Тезуки Осами у 2022 році. Була номінована на 46-ту премію Kodansha Manga Award у загальній категорії у 2022 р. Серія посіла п'яте місце у 5-му опитуванні AnimeJapan «Найбажаніша аніме-адаптація» у 2022 р.